# Dith Pran
Dith Pran, född 27 september 1942 i Siem Reap, Kambodja, död 30 mars 2008 i New Brunswick, New Jersey, var en kambodjansk fotograf, journalist och författare. Han samarbetade med den amerikanske New York Times-reportern Sydney Schanberg vid tiden för Röda khmerernas maktövertagande i Kambodja 1975.

## Biografi
Dith Pran tillfångatogs av Röda khmererna och tillbringade denna fångenskap bland annat på de så kallade Dödens fält (ett begrepp Dith myntade). Eftersom personer med utbildning sågs som ett hot av regimen låtsades han vara en taxichaufför. Så småningom lyckades han rymma och ta sig till USA. Där arbetade han senare för The New York Times.
Dith Pran avled i bukspottkörtelcancer den 30 mars 2008.

## I populärkultur
Dith Prans och Schanbergs historia berättas i filmen Dödens fält från 1984. I filmen porträtteras han av Haing S. Ngor.